# Taylor Arm Provincial Park
Der Taylor Arm Provincial Park in der kanadischen Provinz British Columbia, der an der Nordseite des Sproat Lakes 23 Kilometer nordwestlich von Port Alberni auf Vancouver Island liegt. Der 71 Hektar große Park liegt im Alberni-Clayoquot Regional District.

## Anlage
Der Park zieht sich in Ost-West-Richtung entlang des Nordufers des Sproat Lakes und wird vom Highway 4 durchquert. Außerdem besteht der Park aus einem östlichen und einem westlichen Teil.
Bei dem Park handelt es sich um ein Schutzgebiet der Kategorie II (Nationalpark). Der Park gehört dabei, zusammen mit dem Stamp River Provincial Park, dem Sproat Lake Provincial Park, dem Fossli Provincial Park und anderen, zu einer ganzen Gruppe der Provincial Parks in British Columbia in dieser Region.

## Geschichte
Der Park wurde am 1. März 1979 gegründet. Im Laufe der Zeit änderten sich mehrfach sein Status und seine Größe, zuletzt am 29. Juni 2000. Lange bevor die Gegend jedoch Teil eines Parks wurde, waren der See und seine bewaldeten Umgebung schon das traditionelle Jagd- und Fischerei-Gebiet verschiedener Stämme der First Nations, hier hauptsächlich der Nuu-chah-nulth.

## Bäche
Durch den Park fließen drei Wasserläufe, die in den Sproat Lake münden: Friesen Creek, Clutesi Creek und Bookhout Creek.

## Aktivitäten
Der Park bietet nur wenige Dienstleistungen, dafür aber Gruppencampingplätze, unbebaute Strände und Bereiche für die Tagesnutzung. Der Gruppencampingplatz verfügt über Plumpsklos und eine Handpumpen-Wasserversorgung und ist über einen Weg, der unter dem Highway hindurchführt, mit dem Seeufer verbunden.